# Ernest P. Worrell
Ernest P. Worrell is een personage vertolkt door Jim Varney en bedacht door Carden & Cherry Advertising Agency in 1980. Ernest was oorspronkelijk te zien in diverse Amerikaanse lokale en nationale reclamecampagnes, bijvoorbeeld voor producten van The Coca-Cola Company. Geschat wordt dat hij in meer dan 2500 Amerikaanse reclamefilms voorkwam.
Het personage werd zo populair dat het opdook in films zoals Dr. Otto and the Riddle of the Gloom Beam. Het personage kreeg een eigen sketchprogramma, Hey Vern, It's Ernest!, dat hem een Daytime Emmy Award opleverde.  Hierna was hij het hoofdpersonage van negen films, waarvan vier direct-naar-video waren. 
Jim Varney stierf op 10 februari 2000 op 50-jarige leeftijd ten gevolge van longkanker, maar het personage is zo populair in de Verenigde Staten dat er jaarlijks nog evenementen zijn zoals "Ernest Day" in Montgomery Bell State Park.

## Familie
Ernest P. Worrell heeft enkele familieleden (die ook door Jim Varney gespeeld werden), waaronder:
- Edna Worrell: zijn vrouw
- Ace Worrell: een grootoom die als gevechtspiloot werkt in het leger
- Astor Clement: Een oom die poeft over zijn rijkdom en intelligentie
- Bunny Jeannette Rogers: zijn zus die een schoonheidssalon uitbaat
- Lloyd Rowe: een mountain man in Appalachia
- Auntie Leda: een oudere, sarcastische tante
- Coy Worrell: zijn broer die qua levensstijl in de jaren 1950 is blijven hangen. Hij verkoopt auto-onderdelen.
- Billy Worrell: een neef die in een attractiepark werkt. Hij komt homoseksueel over, maar is getrouwd en heeft een tienerzoon.
- Davy Worrell: een over-overgrootnonkel en oorlogsveteraan.
- Rhetch Worrell: zijn over-overgrootvader die gok- en vrouwenverslaafd is
- Pa Worrell: zijn vader die een foutieve interpretatie heeft over de Tweede Wereldoorlog. Hij is visser van beroep.
- Ma Worrell: zijn moeder die goed kan koken
- Reverend Phinieas Worrell: een Engels familielid die Ernest ooit hielp met het vangen van een trol

## Filmografie
Hieronder een onvolledig overzicht in producties waar Ernest verscheen:
- 1985: Dr. Otto and the Riddle of the Gloom Beam
- 1987: Ernest Goes to Camp
- 1988: Ernest Saves Christmas
- 1988: Hey Vern, It's Ernest!
- 1990: Ernest Goes to Jail
- 1991: Ernest Scared Stupid
- 1993: Ernest Rides Again
- 1994: Ernest Goes to School
- 1995: Slam Dunk Ernest
- 1997: Ernest Goes to Africa
- 1998: Ernest in the Army